# Azimut Films
Azimut Films est une société de production cinématographique québécoise fondée par Félize Frappier,.

## Historique
Créée en 2013 sous le nom de Max Films Média par Félize Frappier, cette compagnie de production cinématographique devient officiellement Azimut Films, en 2023.
Azimut Films accompagne des cinéastes dans la production de longs métrages de fiction distincts et actuels.
Cette société a produit Corbo de Mathieu Denis en 2014 , Ville-Marie de Guy Édoin en 2015 et Kuessipan en 2019. Ce film est inspiré du recueil de récits de l’auteure Innue Naomi Fontaine, co-scénarisé par Myriam Verreault et Naomi Fontaine et réalisé par Myriam Verreault. Les récentes productions de cette société sont Frontièresde Guy Édoin en 2022 et en 2023, Lucy Grizzli Sophie. Ce film est une adaptation de la pièce de théâtre La Meute de Catherine-Anne Toupin, scénarisé par cette dernière et réalisé par Anne Émond.

## Filmographie
- 2014 : Corbo  de Mathieu Denis[8]
- 2015 : Ville-Marie  de Guy Édoin[9]
- 2019 : Kuessipan  de Myriam Verreault[10]
- 2022 : Frontières  de Guy Édoin[11].
- 2023 : Lucy Grizzli Sophie  de Anne Émond[7]

## Prix et mentions (sélection)
- Ville-Marie, 2016 : 
  - Prix du Meilleur film international, Santa Barbara International Film Festival, États-Unis
  - Prix de la meilleure actrice (Monica Bellucci), Dublin International Film Festival, Irlande
  - Meilleure direction de la photographie (Serge Desrosiers), Gala du Cinéma québécois, Canada
  - Meilleure coiffure (Martin Lapointe), Gala du Cinéma québécois
  - Nomination Meilleur acteur de soutien (Patrick Hivon), Canadian Screen Awards, Canada
- Corbo:
  - SIYFF Eyes Award, Seoul International Youth Film Festival 2015, Corée du Sud
  - Nomination Meilleur film (Félize Frappier), Canadian Screen Awards 2016
  - Nomination Meilleur acteur de soutien (Tony Nardi), Canadian Screen Awards 2016
  - Nomination Meilleurs costumes (Judy Jonker), Canadian Screen Awards 2016
  - Nomination du Meilleur film (Félize Frappier), Gala du Cinéma québécois 2016
  - Nomination Meilleure réalisation (Mathieu Denis), Gala du Cinéma québécois 2016
- Kuessipan :
  - Mention spéciale du jury, compétition officielle, Festival international francophone de Namur 2019, Belgique
  - Mention spéciale du jury - compétition Ingmar Bergmann, Göteborg International Film Festival 2020, Suède
  - Grand Prix du Meilleur film, Festival de cinéma de la ville de Québec 2019, Canada
  - Prix spécial du jury, Festival International du Premier film d'Annonay 2020, France
  - Mention spéciale du jury (Best canadian emerging director) pour Myriam Verrreault, Vancouver International Film Festival 2019
- Frontières :
  - Meilleure réalisation - (Guy Édoin), Newport Beach Film Festival 2023, États-Unis
  - Meilleure actrice - (Pascale Bussières), Newport Beach Film Festival 2023
  - Prix du jury Meilleur long métrage, Festival du cinéma québécois à Biscarrosse 2023, France
  - Nomination dans un rôle de soutien (Mégane Proulx), The Young Artist Academy Awards, États-Unis